# UCI America Tour 2007
L'UCI America Tour 2007 fu la terza edizione dell'UCI America Tour, uno dei cinque circuiti continentali di ciclismo dell'Unione Ciclistica Internazionale. Era composto da trentasei corse che si tennero tra ottobre 2006 e settembre 2007 nelle Americhe.

## Calendario

### Ottobre 2006
| Data  | Prova                          | Cat. | Vincitore         | Squadra                                   |
| ----- | ------------------------------ | ---- | ----------------- | ----------------------------------------- |
| 1-8   | Clásico Ciclistico Banfoandes  | 2.2  | Hernán Buenahora  | Gobernación del Zulia-Alcaldía de Cabimas |
| 10-15 | Vuelta Chihuahua Internacional | 2.2  | Luis Pérez Romero | Andalucía-Paul Versan                     |
| 20-1  | Vuelta a Guatemala             | 2.2  | Juan Carlos Rojas | Dos Pinos Costa Rica                      |

### Novembre 2006
| Data  | Prova                                            | Cat. | Vincitore          | Squadra               |
| ----- | ------------------------------------------------ | ---- | ------------------ | --------------------- |
| 7-12  | Doble Copacabana Grand Prix Fides                | 2.2  | Juan Diego Ramírez | EPM-Orbitel           |
| 14-24 | Volta Ciclística Internacional de Santa Catarina | 2.2  | Pedro Nicácio      | Scott-Marcondes Cesar |

### Dicembre 2006
| Data  | Prova                        | Cat. | Vincitore   | Squadra           |
| ----- | ---------------------------- | ---- | ----------- | ----------------- |
| 16-29 | Vuelta Ciclista a Costa Rica | 2.2  | Henry Raabe | BCR-Pizza Hut-KHS |

### Gennaio
| Data  | Prova                    | Cat. | Vincitore         | Squadra               |
| ----- | ------------------------ | ---- | ----------------- | --------------------- |
| 7     | Copa América de Ciclismo | 1.2  | Nilceu dos Santos | Scott-Marcondes Cesar |
| 7-21  | Vuelta al Táchira        | 2.2  | Hernán Buenahora  | Gobernación de Zulia  |
| 23-28 | Tour de San Luis         | 2.2  | Jorge Giacinti    | Lider                 |

### Febbraio
| Data  | Prova              | Cat. | Vincitore       | Squadra                 |
| ----- | ------------------ | ---- | --------------- | ----------------------- |
| 13-25 | Vuelta a Cuba      | 2.2  | Svein Tuft      | Symmetrics Cycling Team |
| 18-25 | Tour of California | 2.HC | Levi Leipheimer | Discovery Channel       |

### Marzo
| Data  | Prova                                | Cat. | Vincitore      | Squadra |
| ----- | ------------------------------------ | ---- | -------------- | ------- |
| 15-25 | Vuelta Ciclística por un Chile Líder | 2.2  | Jorge Giacinti | Lider   |

### Aprile
| Data  | Prova                                        | Cat. | Vincitore       | Squadra                 |
| ----- | -------------------------------------------- | ---- | --------------- | ----------------------- |
| 7     | U.S. Open Cycling Championships              | 1.1  | Svein Tuft      | Symmetrics Cycling Team |
| 11-15 | Volta do Rio de Janeiro                      | 2.2  | Matias Medici   | Scott-Marcondes Cesar   |
| 16-22 | Tour de Georgia                              | 2.HC | Janez Brajkovič | Discovery Channel       |
| 22-29 | Tour do Brasil Volta Ciclística de São Paulo | 2.2  | Marcos Novello  |                         |
| 28-4  | Vuelta a El Salvador                         | 2.2  | Wilson Zambrano | Colombia es Pasion      |

### Maggio
| Data  | Prova                                                 | Cat. | Vincitore      | Squadra                     |
| ----- | ----------------------------------------------------- | ---- | -------------- | --------------------------- |
| 5     | Clásico Aniversario Federacion Venezolana             | 1.2  | José Aguilar   | Fundadeporte Carabobo       |
| 6     | Clásico Corre Por La Vida, Dile NO a las Drogas       | 1.2  | José Alarcon   | Kino Tachira Banfoandes     |
| 10-13 | Doble Sucre Potosi Grand Prix                         | 2.2  | Óscar Soliz    | Coordinadora De Boyaca Ebsa |
| 16-20 | Volta do Paraná                                       | 2.2  | Renato Seabra  | Clube Datarode Ciclismo     |
| 25    | Campionato panamericano di ciclismo su strada-Crono   | CC   | Libardo Niño   | Colombia                    |
| 27    | Campionato panamericano di ciclismo su strada-In lina | CC   | Martin Gilbert | Canada                      |

### Giugno
| Data  | Prova                                    | Cat. | Vincitore       | Squadra                           |
| ----- | ---------------------------------------- | ---- | --------------- | --------------------------------- |
| 3     | Commerce Bank Lancaster Classic          | 1.1  | Bernhard Eisel  | T-Mobile Team                     |
| 7     | Commerce Bank Reading Classic            | 1.1  | Bernhard Eisel  | T-Mobile Team                     |
| 10    | Commerce Bank International Championship | 1.HC | Juan José Haedo | Team CSC                          |
| 12-17 | Tour de Beauce                           | 2.2  | Ben Day         | Navigators Insurance Cycling Team |
| 23    | Saturn Rochester Twilight Criterium      | 1.2  | Hilton Clarke   | Navigators Insurance Cycling Team |
| 23    | Meeting Internacional de Goiânia         | 1.2  | Rafael Andriato | Memorial-Fupes-Santos             |

### Luglio
| Data  | Prova                       | Cat. | Vincitore       | Squadra               |
| ----- | --------------------------- | ---- | --------------- | --------------------- |
| 8     | Prova Ciclistica 9 de Julho | 1.2  | Rafael Andriato | Memorial-Fupes-Santos |
| 28-12 | Vuelta a Colombia           | 2.2  | Santiago Botero | EPM-Orbitel           |

### Agosto
| Data | Prova                 | Cat. | Vincitore        | Squadra                        |
| ---- | --------------------- | ---- | ---------------- | ------------------------------ |
| 3-12 | Tour de la Guadeloupe | 2.2  | José Flober Peña | Union Cycliste Capesterre      |
| 27-9 | Vuelta a Venezuela    | 2.2  | César Salazar    | Loteria Del Tachira-Banfoandes |

### Settembre
| Data  | Prova              | Cat. | Vincitore          | Squadra                 |
| ----- | ------------------ | ---- | ------------------ | ----------------------- |
| 8     | Univest Grand Prix | 1.2  | William Frischkorn | Team Slipstream         |
| 11-16 | Tour of Missouri   | 2.1  | George Hincapie    | Discovery Channel       |
| 15    | Tour de Leelanau   | 1.2  | Garrett Peltonen   | Priority Health/Bissell |

## Classifiche
Aggiornate al 20 ottobre 2007.
| Pos. | Corridore         | Squadra         | Punti  |
| ---- | ----------------- | --------------- | ------ |
| 1    | Svein Tuft        | Symmetrics      | 234,66 |
| 2    | Hernán Buenahora  |                 | 194,66 |
| 3    | Alejandro Borrajo | Rite Aid        | 186    |
| 4    | Manuel Medina     |                 | 178,66 |
| 5    | Nilceu dos Santos | Scott           | 164,66 |
| 6    | Rafael Andriato   | Memorial-Fupes  | 136    |
| 7    | César Salazar     |                 | 134,66 |
| 8    | Santiago Botero   | UNE-Orbitel     | 129    |
| 9    | Anthony Brea      | Diquigiovanni   | 119,66 |
| 10   | Sergej Lagutin    | Navigators Ins. | 114    |

| Pos. | Squadra                           | Punti  |
| ---- | --------------------------------- | ------ |
| 1    | Symmetrics Cycling Team           | 624,62 |
| 2    | Scott-Marcondes Cesar             | 472,96 |
| 3    | Tecos                             | 384,62 |
| 4    | Navigators Insurance Cycling T.   | 358    |
| 5    | Team Slipstream                   | 305    |
| 6    | Diquigiovanni-Selle Italia        | 288,94 |
| 7    | Memorial-Fupes-Santos             | 246    |
| 8    | Health Net presented by Maxxis    | 226    |
| 9    | Kelly Benefit Strategies-Medifast | 211    |
| 10   | UNE-Orbitel                       | 205    |

| Pos. | Nazione     | Punti    |
| ---- | ----------- | -------- |
| 1    | Colombia    | 1 436,96 |
| 2    | Argentina   | 1 140,64 |
| 3    | Canada      | 977,3    |
| 4    | Brasile     | 888,98   |
| 5    | Venezuela   | 724,98   |
| 6    | Stati Uniti | 578      |
| 7    | Messico     | 460,64   |
| 8    | Costa Rica  | 424      |
| 9    | Cuba        | 373      |
| 10   | Bolivia     | 311      |